# Enrico Allimandi
Enrico Allimandi (Revigliasco, 5 agosto 1906 – Torino, 19 gennaio 1984) è stato un pittore italiano vissuto nel Novecento a Torino.
Frequentò nel 1929 il gruppo del secondo futurismo torinese, con esponenti come Nicola Diulgheroff e Farfa, dal quale poi di distaccò seguendo una pittura personale, onirica. La sua è un'opera enigmatica e piena di senso del mistero.
Tra le mostre a cui partecipa si segnalano le edizioni del 1948 e del 1956 della Esposizione internazionale d'arte di Venezia, e la V° edizione della Quadriennale di Roma nel 1948 . Sue opere sono presenti nella collezione permanente della Galleria civica d'arte moderna e contemporanea di Torino
Molte opere dell'artista si trovano esposte nella mostra permanente Galleria Narciso a Bologna.
L'opera Tramonto sul terrazzo è esposta al MAGI '900 di Pieve di Cento (BO).